# Суслович, Рафаил Рафаилович
Рафаи́л Рафаи́лович Сусло́вич (19 сентября 1907 — 16 июля 1975, Ленинград) — советский театральный педагог, режиссёр театра и кино. Заслуженный артист РСФСР (1963).

## Биография
Родился 6 (19) сентября 1907 года. Ученик театрального педагога и режиссёра, профессора В. Н. Соловьёва; окончил Институт сценических искусств (ныне Санкт-Петербургская государственная академия театрального искусства) в 1929 году.
В период 1929—1932 годов — режиссёр Ленинградского ТРАМа, с 1933 года — художественный руководитель Театра Особой Дальневосточной армии (ныне — Драматический театр Тихоокеанского флота), в последующем — художественный руководитель Архангельского ТЮЗа (1937) и Новосибирского ТЮЗа (1938). С 1942 по 1943 год работал в Иркутске, в 1943—1945 годы принимал участие в работе фронтовых бригад.
После окончания Великой Отечественной войны — главный режиссёр Московского ТЮЗа. В 1947 вернулся в Ленинград, ставил в разных театрах, был главным режиссёром Театра им. В. Ф. Комиссаржевской, с 1959 года — главным режиссёром Ленинградского театра им. Пушкина.
Суслович был, может быть, гением, но он не мог организовать, чтобы он сам и два артиста пришли в комнату номер восемь в четыре часа дня. На репетициях он фонтанировал идеями ко всеобщему восторгу, все слушали, раскрыв рты… Но за неделю до премьеры кто-то из его помощников приводил спектакль в удобоваримый вид.
Он умел зародить в актёре качества, которые, по его мнению, необходимы для той или иной роли. В пьесе Алексея Арбузова между Оксаной, которую играла Татьяна Доронина, и Зябликом, которого играл я, возникает любовь. И, вы знаете, Сусловичу удалось влюбить меня в Доронину! Больше скажу! Я почувствовал, как меня любит Татьяна Доронина!
Сотрудничал с Аркадием Райкиным и Театром эстрады и миниатюр. Первым из советских режиссёров поставил на отечественной сцене А. Миллера (1959) и Б. Брехта (1962). С 1963 года преподавал на режиссёрском отделении Ленинградского театрального института, среди его учеников — Владислав Пази, Лев Рахлин, Олег Рябоконь, Михаил Морейдо, Вениамин Фильштинский.
Скончался 16 июля 1975 года.
Сын — Никита Суслович (1935—1986), поэт-маринист  .

## Театральные работы
ТРАМ
- 1929 — «Выстрел» А. Безыменского, музыка Д. Шостаковича[9]
- 1932 — «На Западе бой» В. Вишневского
- 1932 — «Правь, Британия!» А. Пиотровского

Куйбышевский театр оперы и балета
- 1945 — «Верный друг»

Мюзик-холл
Театр Комедии
Театр Транспорта
Новый театр
- 1935 — «Парижский тряпичник» Ф. Пиа
- 1935 — «Южнее 38-й параллели» Тхай Дян Чуна
- 1947 — «Походный марш» А. Галича

Театр эстрады и миниатюр
Иркутский академический драматический театр
- «Давным-давно» А. Гладкова

Ленинградский театр музкомедии
- 1951 — «Шумит средиземное море» по пьесе В. Винникова, В. Крахта, музыка О. Фельцмана
- 1952 — «Самое заветное» по пьесе В. Масса, М. Червинского, музыка В. Соловьёва-Седого

Новосибирский ТЮЗ
- «Белеет парус одинокий» В. Катаева
- «Красная шапочка» Е. Шварца
- 1940 — «Как закалялась сталь» по Н. Островскому
- 1957 — «Товарищи романтики» М. Соболя

Театр имени Ленинского Комсомола
- «Город на заре» А. Арбузова

БДТ
- 1947 — «Мужество» Г. Берёзко

Театр имени В. Ф. Комиссаржевской
- 1958 — «Гамлет» У. Шекспира (не завершён, был запрещён)[5][комм. 2]

Академический театр драмы имени А. С. Пушкина
- 1959 — «Двенадцатый час» А. Арбузова
- 1959 — «Смерть коммивояжёра» А. Миллера
- 1962 — «Добрый человек из Сычуани» Б. Брехта
- 1965 — «Между ливнями» А. Штейна
- 1966 — «Бидерман и поджигатели» М. Фриша

## Фильмография
- 1936 — Сын Монголии (совместно с И. Траубергом)
- 1956 — Она вас любит! (совместно с С. Деревянским)

## Комментарии
1. ↑  Сцены из репетиции А. Райкина с Р. Сусловичем с вошли в документальный фильм Василия Катаняна «Аркадий Райкин» (ЦСДФ, 1967).
2. ↑  Репетировавший в спектакле роль Клавдия Игорь Дмитриев вспоминает: «…до руководства дошло, по-видимому, с подачи литературной части, что Рафаил Рафаилович пользуется не только переводом Смирнова и Лозинского, но и использует некоторые строки из перевода Бориса Пастернака. В то время Пастернак как раз был исключён из Союза писателей, подвергнут остракизму, предан анафеме. Это стало последней каплей, переполнившей чашу терпения начальства. «Гамлет» — спектакль, о котором, наверное, мечтает каждый режиссёр, был запрещен!»[5].